# Neanastatus indicus
Neanastatus indicus är en stekelart som beskrevs av Shafee 1973. Neanastatus indicus ingår i släktet Neanastatus och familjen hoppglanssteklar. Inga underarter finns listade i Catalogue of Life.